# Echiniscoidea
Echiniscoidea – rząd niesporczaków z gromady Heterotardigrada.
Należą tu gatunki małe do średnich, o ciele pokrytym płytkami, które mogą niekiedy być zredukowane lub całkiem zanikać. Ich głowa pozbawiona jest szczecinki medialnej. Dominują gatunki lądowe. U nich oraz u form słodkowodnych stopy kończą się czerema pazurkami w przypadku form dorosłych oraz dwoma w przypadku form młodocianych. U gatunków morskich liczba pazurków na stopie waha się od czterech do jedenastu.
Zalicza się tu następujące rodziny:
- Echiniscoididae Kristensen et Hallas, 1980
- Carphaniidae Binda et Kristensen, 1986
- Oreellidae Puglia, 1959
- Echiniscidae Thulin, 1928